# とんちとん九郎
『とんちとん九郎』（とんちとんくろう） は、1960年1月10日から1960年3月27日まで、NHK総合テレビで放送された日本の人形劇（全11回）。

## 概要
とんちとん九郎は今年12歳になる天涯孤独の少年だが、もちまえのトンチをもって武者修行の旅に出る。そして道中いたるところで冒険を試みる。人形劇シリーズ『マリオネット』の第14作目。
『マリオネット』最後の日曜18:35 - 18:55放送。次作『風すけくん』からは日曜9:40 - 10:00に変更される。

## 各話リスト
| 回数   | 放送日        | タイトル                     |
| ------ | ------------- | ---------------------------- |
| 1      | 1960年1月10日 | とんちとん九郎の自己紹介の巻 |
| 2      | 1960年1月17日 | 不明                         |
| 3      | 1960年1月24日 | 不明                         |
| 4      | 1960年1月31日 | 山賊開拓団の巻               |
| 5      | 1960年2月7日  | 不明                         |
| 6      | 1960年2月14日 | 不明                         |
| 7      | 1960年2月21日 | 不明                         |
| 8      | 1960年2月28日 | 不明                         |
| 9      | 1960年3月6日  | 不明                         |
| 10     | 1960年3月13日 | 不明                         |
| 最終回 | 1960年3月27日 | 不明                         |

## スタッフ
- 人形劇制作 - 結城孫三郎一座
- 声の出演
  - 白坂道子
  - 三田松五郎
  - 海野かつを
  - 八木光生
  - 長浜藤夫
  - 東京放送劇団
- 作 - 西沢実
- 音楽 - 多忠修